# Ksawery Andrysiak
Ksawery Andrysiak (ur. ?, zm. 1953) – polski duchowny rzymskokatolicki, kapelan Ludowego Wojska Polskiego, notariusz Generalnego Dziekanatu.

## Życiorys
Syn Stanisława. Po zakończeniu II wojny światowej był oficerem-duchownym w służbie czynnej Duszpasterstwa Wojskowego Wyznania Rzymskokatolickiego. Pod koniec 1945 roku był dziekanem Okręgu Wojskowego I. Z dniem 15 grudnia 1947 w stopniu majora został zatwierdzony na stanowisku proboszcza 10 Dywizji Piechoty (OW IV). Do 1953 był p.o. proboszcza garnizonu w Warszawie.
Postanowieniem Prezydenta RP Bolesława Bieruta z 17 czerwca 1950, na wniosek Zarządu Głównego Związku Bojowników o Wolność i Demokrację, został odznaczony Złotym Krzyżem Zasługi za zasługi w pracy społecznej.
Został pochowany na Cmentarzu Wojskowym na Powązkach w Warszawie (kwatera 4A-3-3).